# Santiago Casares Quiroga

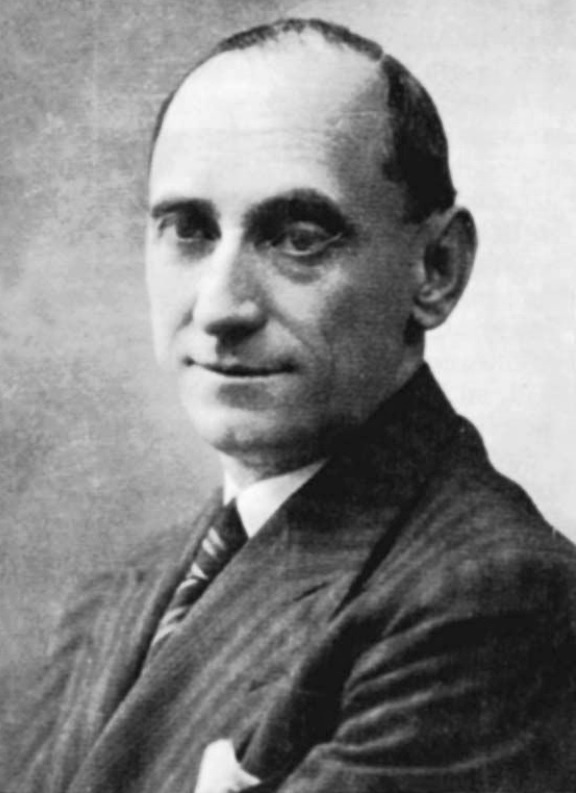
Santiago Casares Quiroga

Santiago Casares Quiroga (* 8. Mai 1884 in La Coruña; † 17. Februar 1950 in Paris) war ein spanischer Politiker und Ministerpräsident Spaniens (Presidente del Gobierno).

## Biografie

### Rechtsanwalt und Gegner König Alfons XIII.
Nach dem Studium der Rechtswissenschaften war er als Rechtsanwalt tätig.
Zusammen mit Antonio Villar Ponte war er 1929 Gründer der Republikanischen Organisation für die Autonomie Galiciens (Organización Republicana Gallega Autónoma) und anschließend Vorsitzender der aus dieser hervorgegangenen Republikanischen Föderation Galiciens (Federación Republicana Gallega). Als solcher gehörte er am 17. August 1930 zu den Unterzeichnern des Paktes von San Sebastián, einer Plattform, die die wesentlichen republikanisch ausgerichteten Oppositionsparteien vereinigte, um den Sturz der Monarchie unter König Alfons XIII. zu erreichen.
Im Dezember 1930 wurde er als Delegierter des Nationalen Revolutionären Komitees (Comité Revolucionario Nacional) in die Garnisonsstadt Jaca gesandt, um mit den dortigen republikanisch gesinnten Offizieren um Hauptmann Fermín Galán Rodríguez einen Aufstand vorzubereiten, der die Abdankung des Königs und die Ausrufung der Republik zum Ziel hatte. Allerdings erreichte er Jaca nicht rechtzeitig, so dass der Aufstand ohne Erfolg nach einem Tag niedergeschlagen wurde. Er selbst wurde daraufhin verhaftet.

### Abgeordneter, Minister und Ministerpräsident während der Zweiten Republik
Mit Ausrufung der Zweiten Republik am 14. April 1931 wurde er nach seiner Freilassung als Mitglied des Politischen Komitees der Republik (Comité político de la República) zum Marineminister (Ministro de Marina) der Regierung von Niceto Alcalá-Zamora ernannt, der er bis zum 14. Oktober 1931 angehörte. Während dieser Zeit war er darüber hinaus auch für drei Tage im Juli 1931 während der Abwesenheit des Amtsinhabers auch amtierender Innenminister (Ministro de Gobernación).
Am 28. Juni 1931 wurde er außerdem zum Abgeordneten des Deputiertenkongresses (Congreso de los Diputados) gewählt, in dem er bis zum Ausbruch des Bürgerkrieges im Juli 1936 die Interessen des Wahlkreises La Coruña vertrat.
Im Kabinett von Alcalá Zamoras Nachfolger Manuel Azaña, der sein persönlicher Freund war, war er vom 14. Oktober 1931 bis zum 12. September 1933 ebenfalls Innenminister in der zweijährigen sozialistisch – republikanischen Periode (Bienio socialista-republicano). In der Regierung Azaña übernahm er vom 17. Dezember 1931 bis 31. März 1932 auch das Amt des amtierenden Kommunikationsministers (Ministro de Comunicaciones) sowie vom 14. Juli bis 12. September 1933 das des amtierenden Justizministers (Ministro de Justicia).
1934 vereinigte er seine mittlerweile in Galicisch-Republikanische Partei (Partido Republicano Gallego) umbenannte FRG mit der Acción Republicana von Azaña sowie anderen kleineren Parteien zur Republikanischen Linken (Izquierda Republicana), die später in der Volksfront (Frente Popular) aufging.
Ministerpräsident Azaña ernannte ihn am 19. Februar 1936 dann zum Minister für öffentliche Arbeiten (Ministro de Obras Públicas) in seinem zweiten Kabinett, dem er bis zum 10. Mai 1936 angehörte. In dieser Zeit war er ab Mitte April 1936 auch wieder amtierender Innenminister. Diese Ämter behielt er ebenfalls in dem nachfolgenden nur drei Tage amtierenden Kabinett von Augusto Barcia Trelles.
Am 13. Mai 1936 wurde er nach der Wahl von Azaña zum Präsidenten der Zweiten Republik schließlich als Nachfolger von Barcia Trelles selbst Ministerpräsident Spaniens (Presidente del Gobierno) und bildete eine bis zum 19. Juli 1936 im Amt befindliche Regierung, in dem er zugleich das Amt des Kriegsministers (Ministro de Guerra) übernahm. Zusätzlich war er im Mai 1936 für zwei Tage amtierender Innenminister sowie vom 22. Juni bis zum 7. Juli 1936 amtierender Außenminister (Ministro de Estado).
Während seiner Amtszeit wurde am 28. Juni 1936 das Referendum über den Autonomiestatus von Galicien abgehalten, das nach den Referenden über den Status von Katalonien und dem Baskenland das dritte Autonomiereferendum während der Zweiten Republik war.
Zwei Tage nach der von General Francisco Franco angeführten Militärrevolte vom 17. Juli 1936, die der Auslöser des Spanischen Bürgerkrieges war, trat er am 19. Juli 1936 als Ministerpräsident zurück und wurde von Diego Martínez Barrio abgelöst, nachdem ihm die Beendigung der Militärrevolte nicht gelang. Seine Haltung während dieser Zeit wurde in vielen Geschichtsbüchern anders dargestellt als in den Erinnerungen seiner Tochter, der französischen Schauspielerin und späteren Geliebten von Albert Camus, Maria Casarès. Während die Mehrheit der Historiker ausführt, dass er sich weigerte Waffen an die Arbeiterbewegung auszugeben und dadurch den späteren Sieg Francos ermöglichte (er erhielt in dieser Zeit den Spottnamen Civilón), wurde dies von seiner Tochter verneint.
Nach dem Fall Kataloniens ging er kurz darauf zusammen mit Azaña und Martínez Barrio ins Exil nach Frankreich, wo er 1950 verstarb.